# Convention baptiste évangélique Argentine
La Convention baptiste évangélique Argentine (espagnol : Convención Evangelica Bautista Argentina) aussi appelée Confédération baptiste évangélique (espagnol : Confederación Evangélica Bautista) est une association chrétienne évangélique d'églises baptistes en Argentine.  Elle est affiliée à l’Alliance baptiste mondiale. Son siège est situé à Buenos Aires.

## Histoire

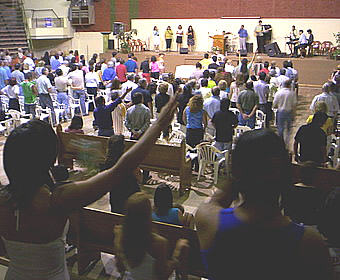
Service à la Iglesia Pueblo Nuevo de Bahía Blanca, affiliée à la Convention.

La Convention a ses origines dans l’établissement de la première église baptiste à Santa Fe (Argentine) par Paul Besson, un missionnaire suisse en 1881. En 1903, des missions américaines du Conseil de mission internationale favorisent l’établissement d’églises dans le pays. La Convention est officiellement fondée en 1908,.  Selon un recensement de l’association, en 2023 elle disait avoir 1,216 églises et 85,000 membres.

## Organisation missionnaire
La convention a une organisation missionnaire, Agencia Misionera Internacional .

## Programmes sociaux
Elle a une organisation humanitaire, Red Nacional Amor en Acción .

## École
La convention comte un institut de théologie affilié, le Séminaire Théologique Baptiste International de Buenos Aires fondé en 1953.